# Priceline.com
Priceline.com é uma empresa e website comercial de viagens norte-americana, com o propósito de ajudar seus usuários a obter taxas promocionais para compras de viagens, tais como passagens aéreas e estadias em hotéis. A empresa, em si, não é uma fornecedora destes serviços, mas sim uma facilitadora da localização destes serviços a partir dos fornecedores até seus clientes. Seu quartel-general fica em Norwalk, Connecticut, nos Estados Unidos.
Priceline foi fundada por Jay S. Walker, que deixou a companhia em 2000. A empresa  Cheung Kong Holdings, de Hong Kong, comprou, mais tarde, uma parte significativa das ações da Priceline.
Chris Soder foi nomeado CEO da priceline.com em junho de 2011.
Em abril de 2014, Priceline.com anunciou que mudou seu nome para "The Priceline Group Inc." .
Esta mudança de nome empresarial foi concebido para criar uma delimitação clara entre o negócio global Priceline.
Agora, Priceline.com é uma das seis marcas principais de The Priceline Group.